# Сельское поселение «Шишкинское» (Забайкальский край)
Се́льское поселе́ние «Шишкинское» — муниципальное образование в Читинском районе Забайкальского края Российской Федерации.
Административный центр — село Шишкино.

## История
Статус и границы сельского поселения установлены Законом Читинской области от 19 мая 2004 года «Об установлении границ, наименований вновь образованных муниципальных образований и наделении их статусом сельского, городского поселения в Читинской области»

## Население
| 2010  | 2011  | 2012  | 2013  | 2014  | 2015  | 2016  |
| ----- | ----- | ----- | ----- | ----- | ----- | ----- |
| 2678  | ↗2694 | ↗2713 | ↘2711 | ↘2709 | ↘2680 | ↘2656 |
| 2017  | 2018  | 2019  | 2020  | 2021  |       |       |
| ↘2606 | ↘2585 | ↗2588 | ↘2553 | ↗2711 |       |       |

## Состав сельского поселения
| № | Населённый пункт | Тип населённого пункта       | Население |
| - | ---------------- | ---------------------------- | --------- |
| 1 | Авдей            | село                         | ↘135      |
| 2 | Бургень          | село                         | ↘630      |
| 3 | Подволок         | село                         | ↘196      |
| 4 | Шишкино          | село, административный центр | ↘1578     |